# Wartburg (kasteel)
De Wartburg is een kasteel op een 441 m hoge heuvel boven de stad Eisenach in het Duitse Thüringen. De hoogteburcht werd volgens de legende in 1067 gesticht. Minstens drie elkaar opvolgende vorsten uit het huis Saksen-Weimar-Eisenach resideerden in het kasteel.

## Geschiedenis
Het kasteel zou rond het jaar 1070 zijn gesticht door de toenmalige graaf van Thüringen, Lodewijk van Schauenburg (1042 – 1123), ook wel Lodewijk de Springer genoemd. Zijn zoon Lodewijk I van Thüringen ontving in 1131 van keizer Lotharius III de titel van landgraaf.
In de 12e eeuw werd het kasteel flink uitgebreid. Het zogenaamde Landgrafenhaus dateert uit deze periode. Het bevat onder meer rijk gebeeldhouwde kapitelen, die worden toegeschreven aan het Heimo-atelier, een Maaslands atelier van steenbeeldhouwers met Noord-Italiaanse wortels. In de 12e eeuw ontwikkelde het Thüringse hof zich tot een ontmoetingsplaats van kunstenaars. Zo verbleef de Maaslandse minnezanger Hendrik van Veldeke hier rond 1185 en werkte er onder het mecenaat van landgraaf Herman I van Thüringen aan zijn Eneas-roman.

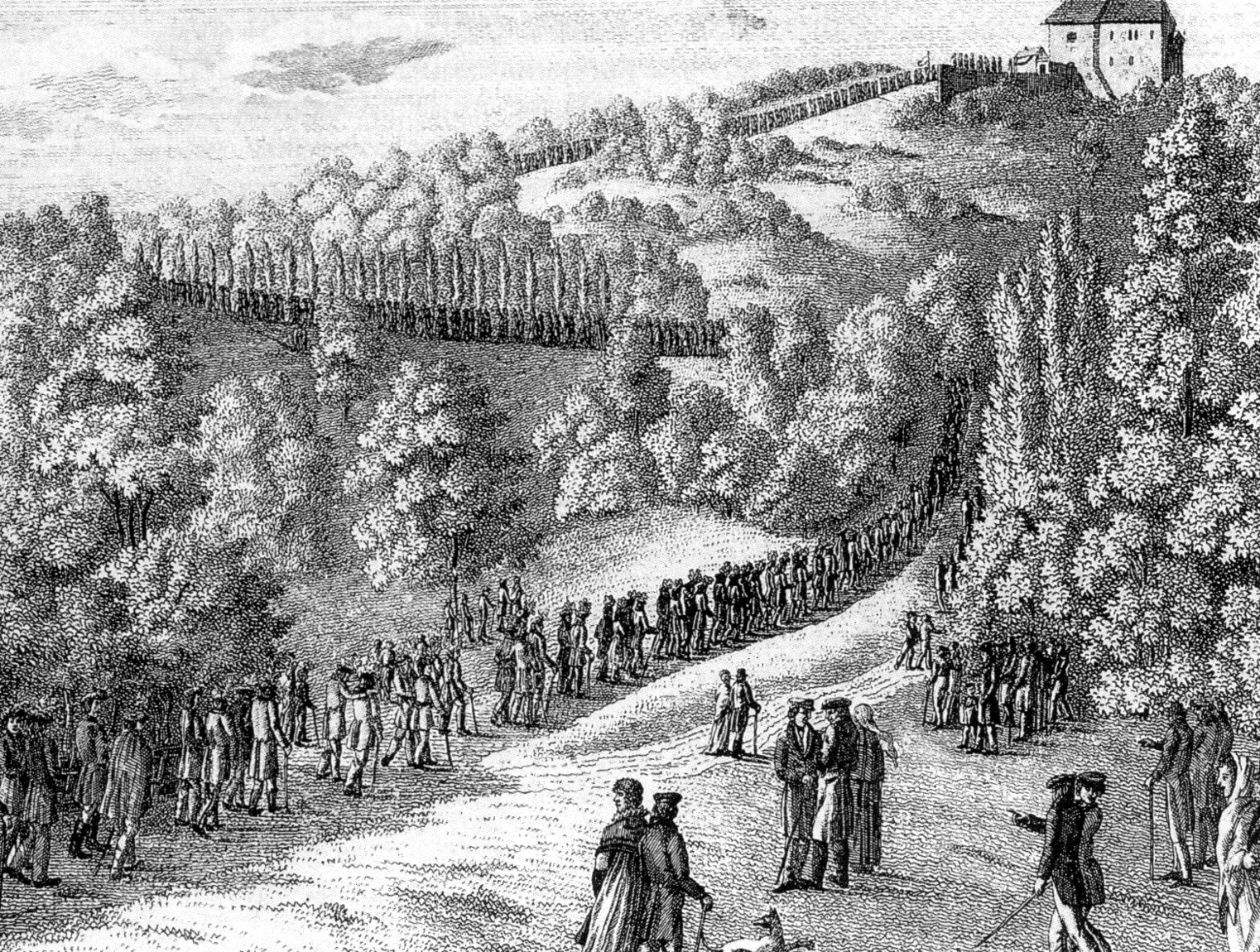
Studenten op weg naar de Wartburg (1817)

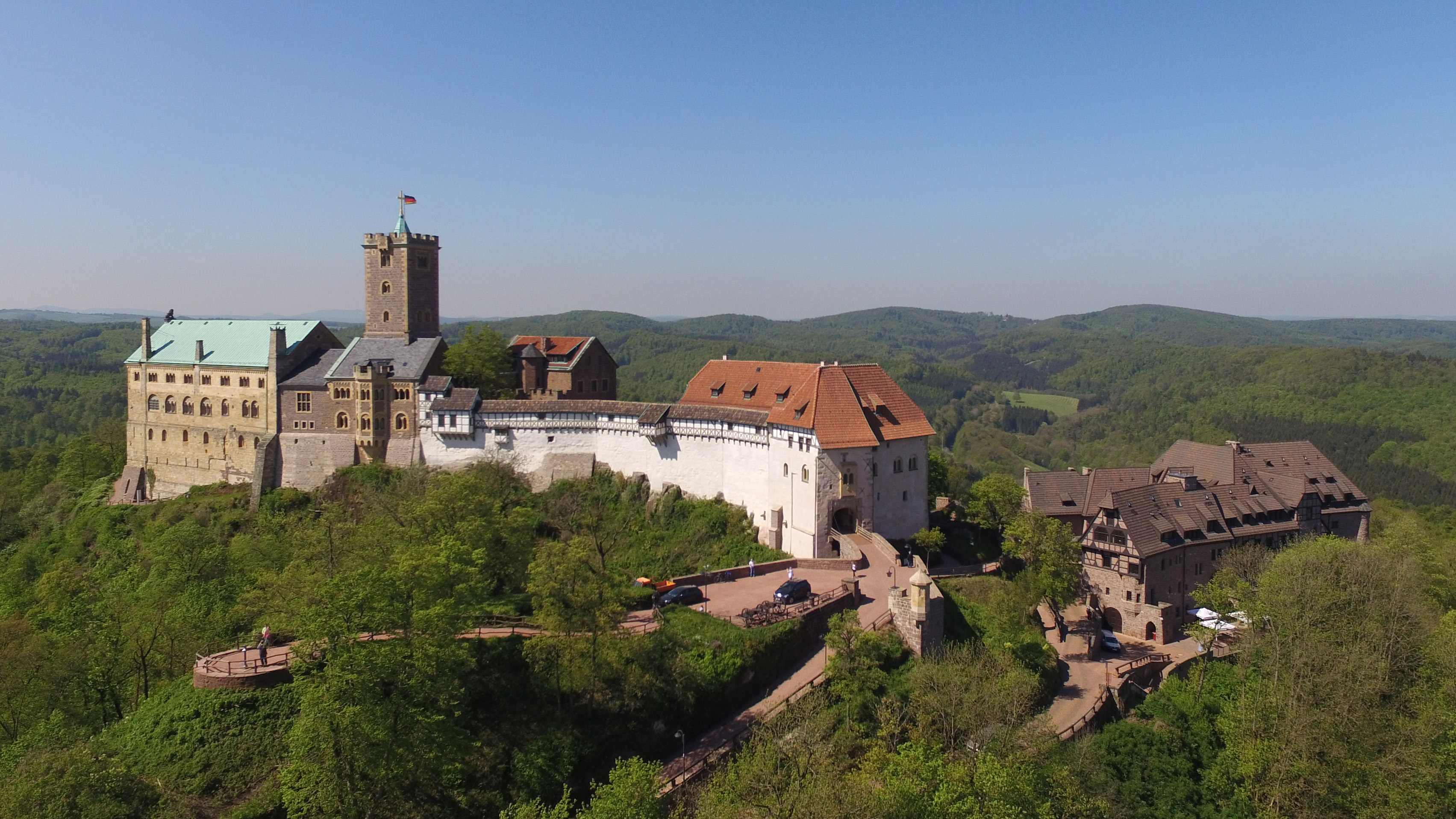
De Wartburg op een bosrijke heuvel

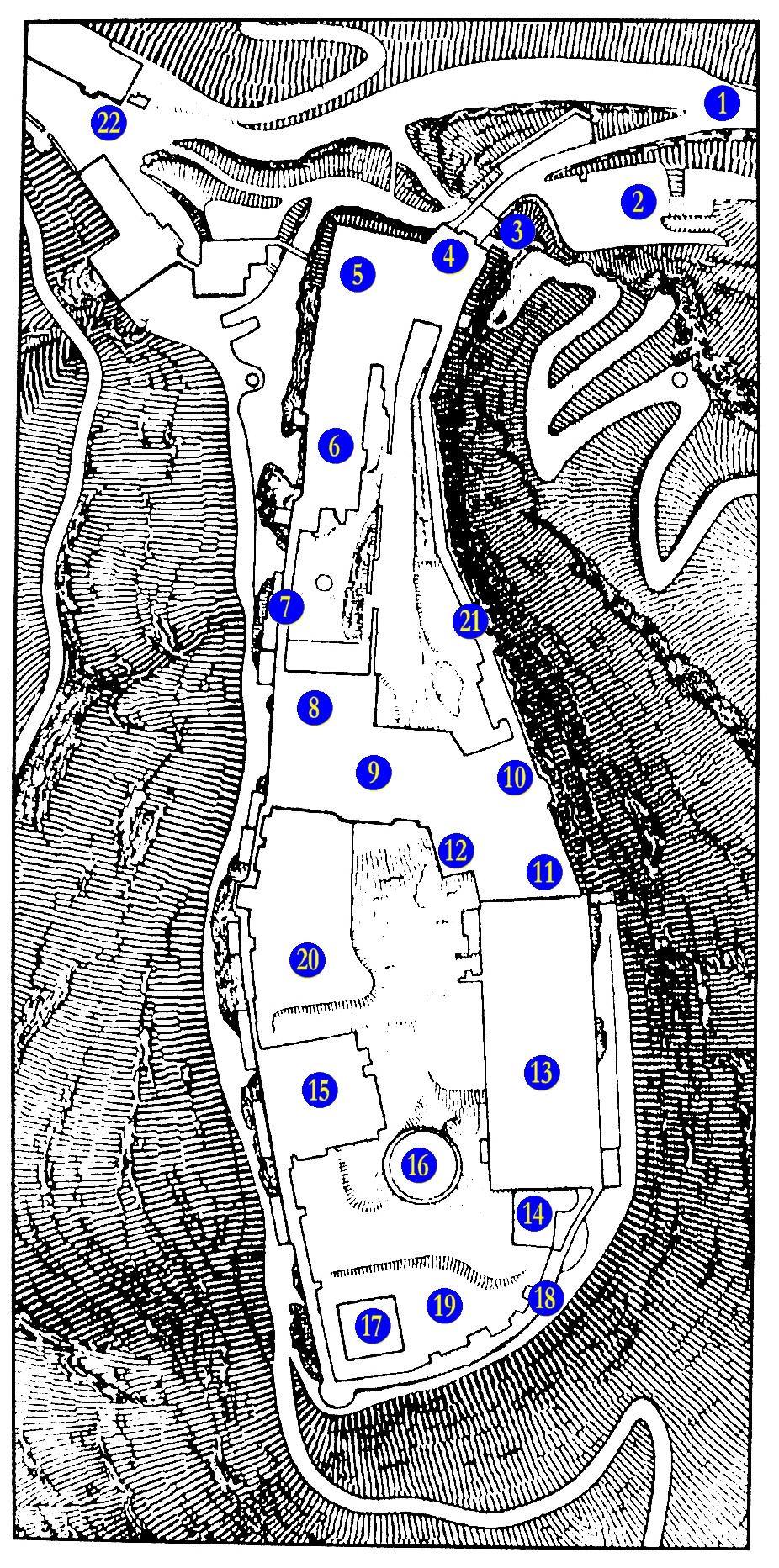
Burchtplattegrond met o.a. (3) ophaalbrug, (4) poortgebouw, (5) Ritterhaus, (6) 1e burchthoeve, (13) Landgrafenhaus, (16) 2e burchthoeve, (17) Zuidtoren

Enkele belangrijke historische (legendarische?) gebeurtenissen vonden in de burcht plaats, waarvan de bekendste de Sängerkrieg is, een zangtoernooi op de Wartburg in 1207, waaraan onder anderen Walther von der Vogelweide, Wolfram von Eschenbach en de fantasiefiguur Heinrich von Ofterdingen zouden hebben deelgenomen. In de 19e eeuw baseerde Richard Wagner zijn opera Tannhäuser op dit verhaal. Het zangtoernooi is tevens onderwerp van historiserende schilderingen in het kasteel.
Vanaf 1211 woonde Elisabeth van Thüringen er met haar echtgenoot Lodewijk IV van Thüringen. Na de dood van Lodewijk in 1227 worden Elisabeth en haar kinderen uit het kasteel verdreven. De zogenaamde Elisabethkemenate ("kamer van Elisabeth") werd op verzoek van keizer Wilhelm II in 1902-06 door prof. August Oetken in neobyzantijnse stijl met historische taferelen in glasmozaïek versierd.
De Wartburg speelde ook een belangrijke rol bij de Reformatie. Op 26 mei 1521 deed het keizerlijk edict van Worms de monnik Maarten Luther in de rijksban. Luthers beschermheer, keurvorst Frederik III van Saksen, had hem echter voor zijn veiligheid naar de Wartburg laten overbrengen, waar hij bijna een jaar incognito als jonker Jörg (hij laat zijn hoofdhaar groeien) leefde. Luthers kamer, waar hij onder meer het Nieuwe Testament in het Duits vertaalde (gepubliceerd in 1524), is in originele staat(?) bewaard gebleven en te bezichtigen.
In 1817 marcheerden ongeveer 450 nationalistische studenten, leden van de Burschenschaften, naar de Wartburg om de Duitse overwinning over Napoleon te herdenken en uiting te geven aan hun verlangen naar Duitse eenwording. Een van de sprekers was Hans Ferdinand Massmann. Zowel de Code Napoléon als conservatieve Duitse geschriften werden verbrand. Deze gebeurtenis werd in 1848, 1929 en 1948 herdacht tijdens de Wartburgfeste.
Na de revolutie in 1918 en het uitroepen van de republiek, waarbij de Duitse vorsten afstand moesten doen van de troon, dienden zij in de meeste gevallen ook hun eigendommen af te staan. Het kasteel Wartburg is sinds 1922 in handen van de Wartburg Stiftung.

## Afbeeldingen

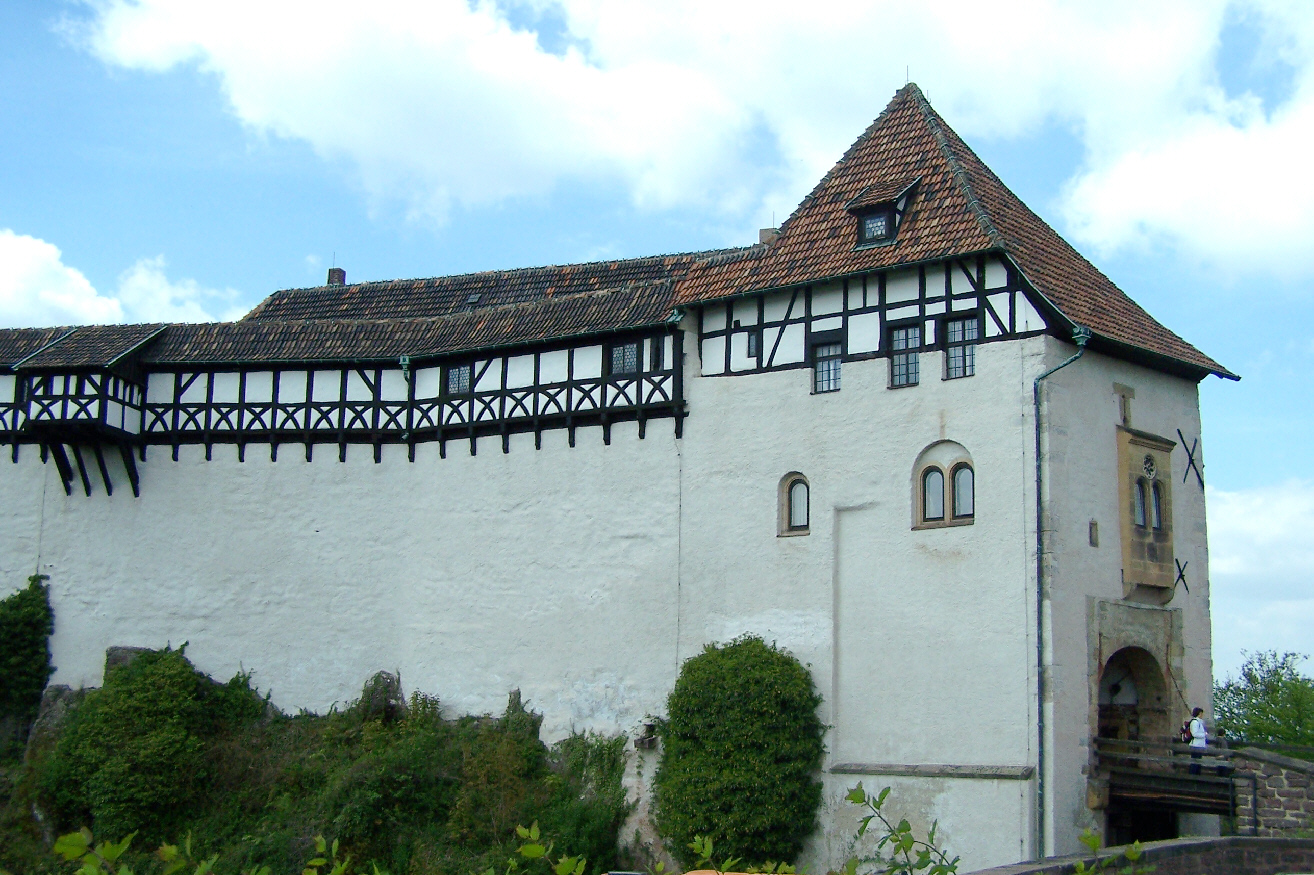
Poorthuis
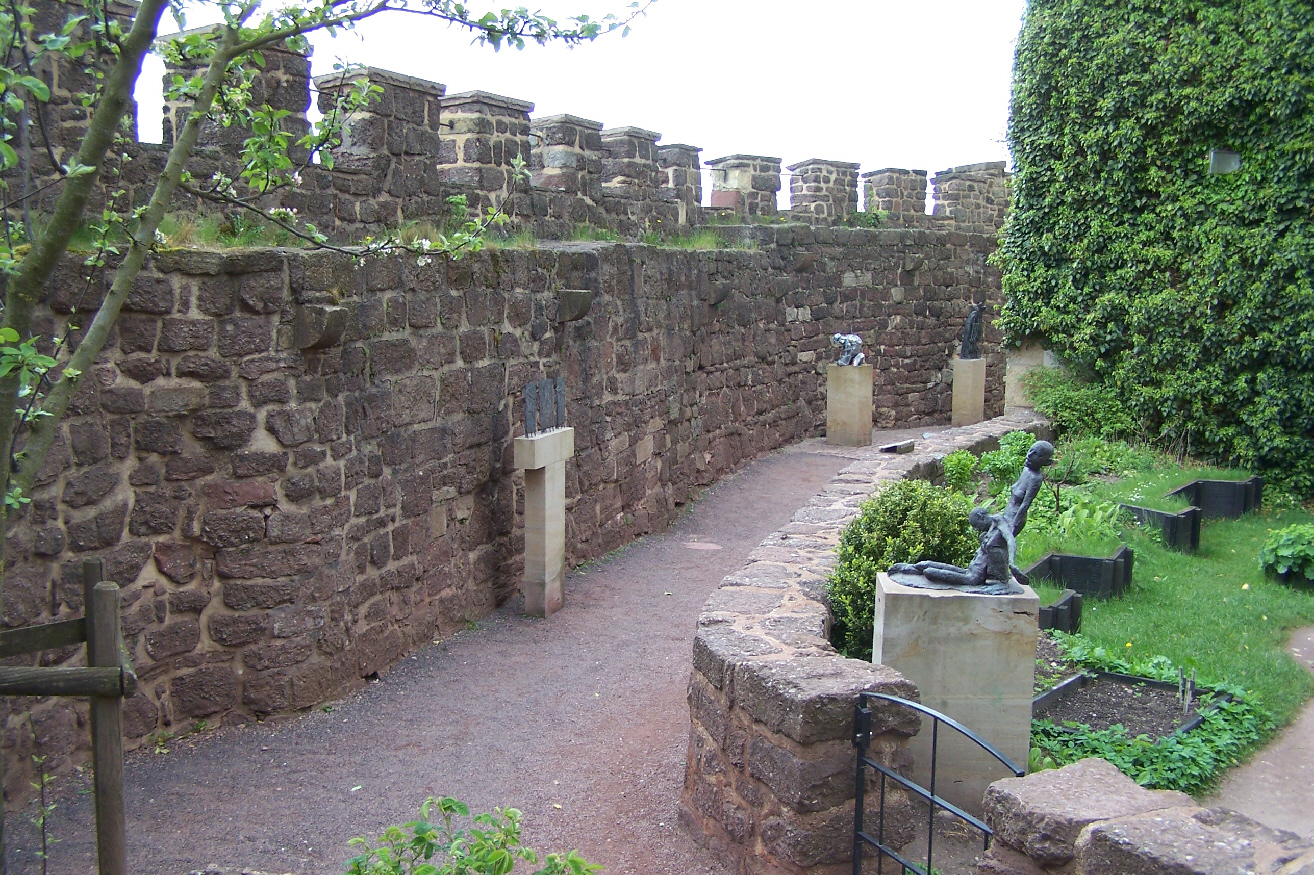
Verdedigingsmuur
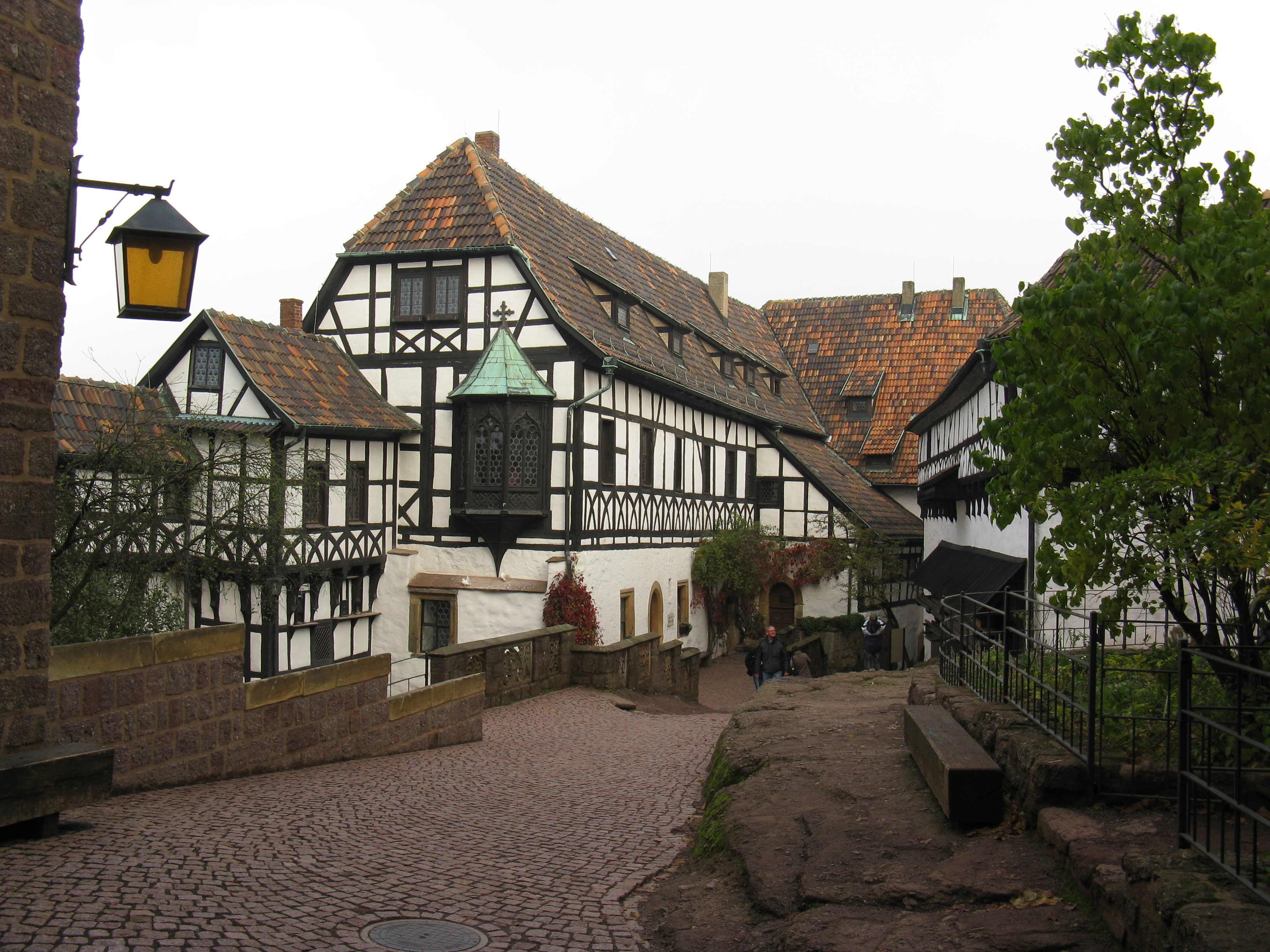
Burchthoeve
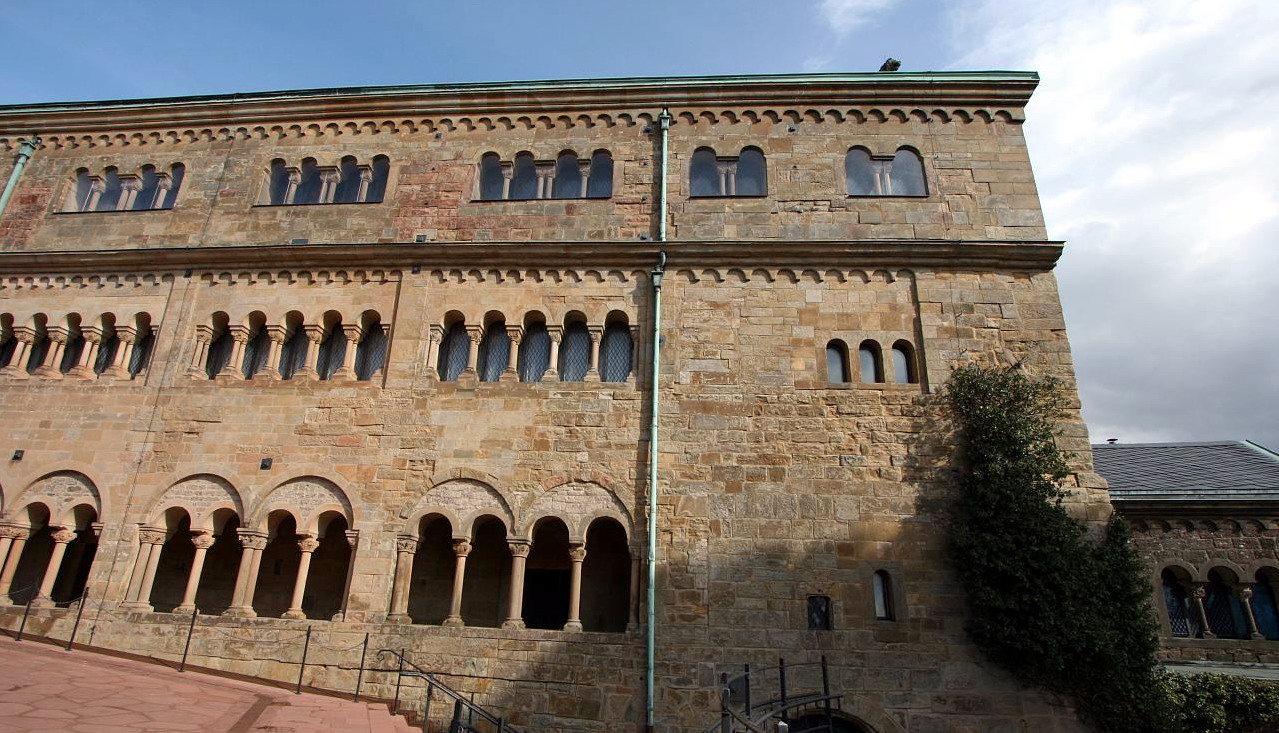
Landgrafenhaus
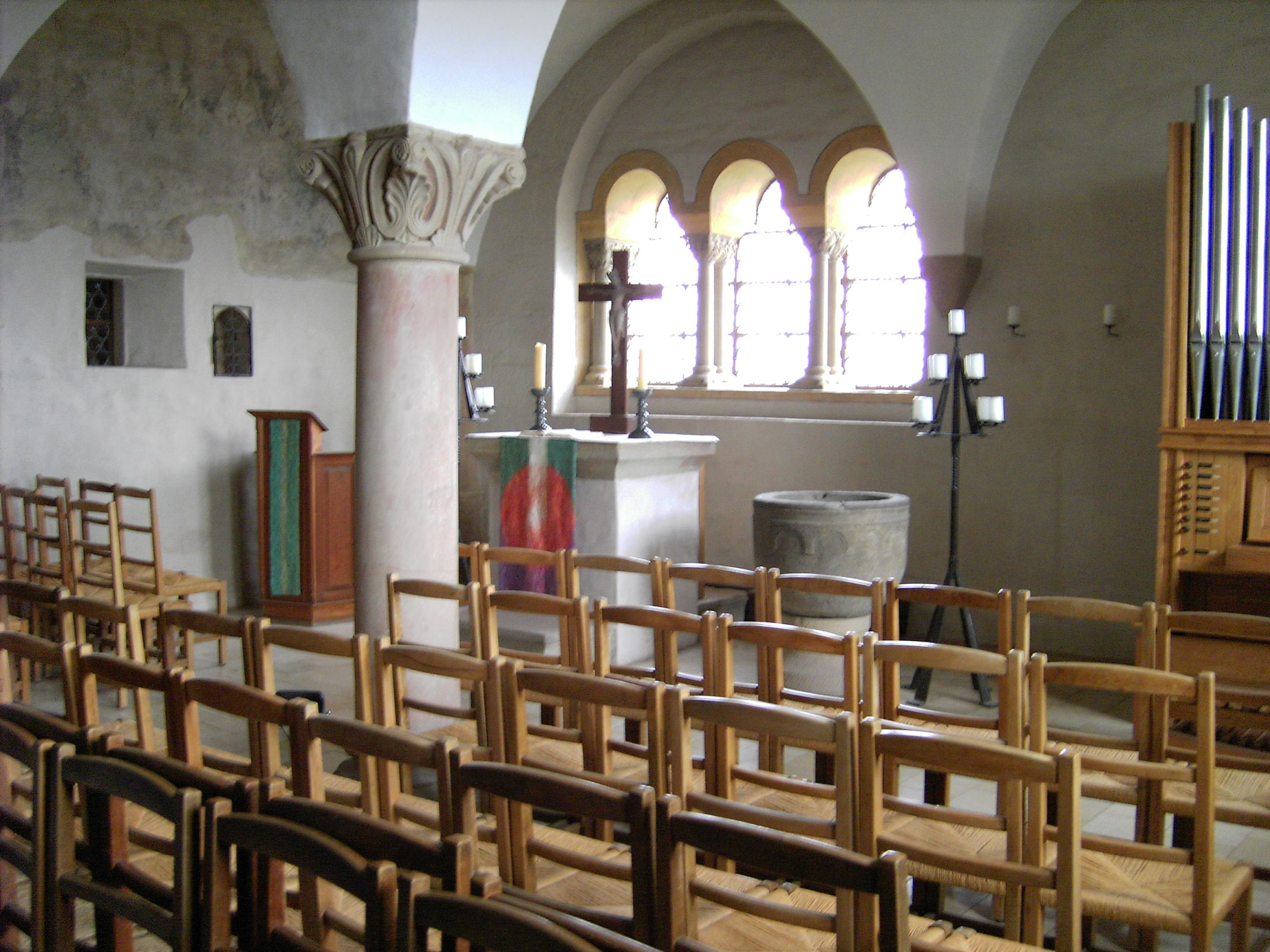
Interieur kapel
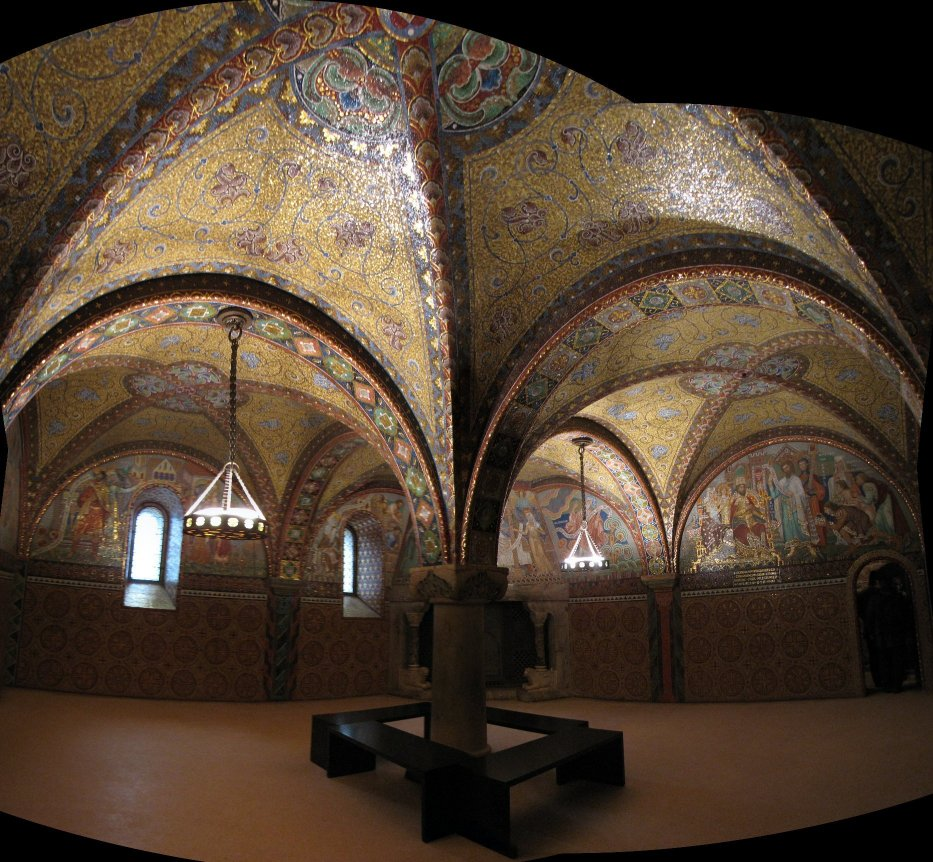
Elisabethkemenate
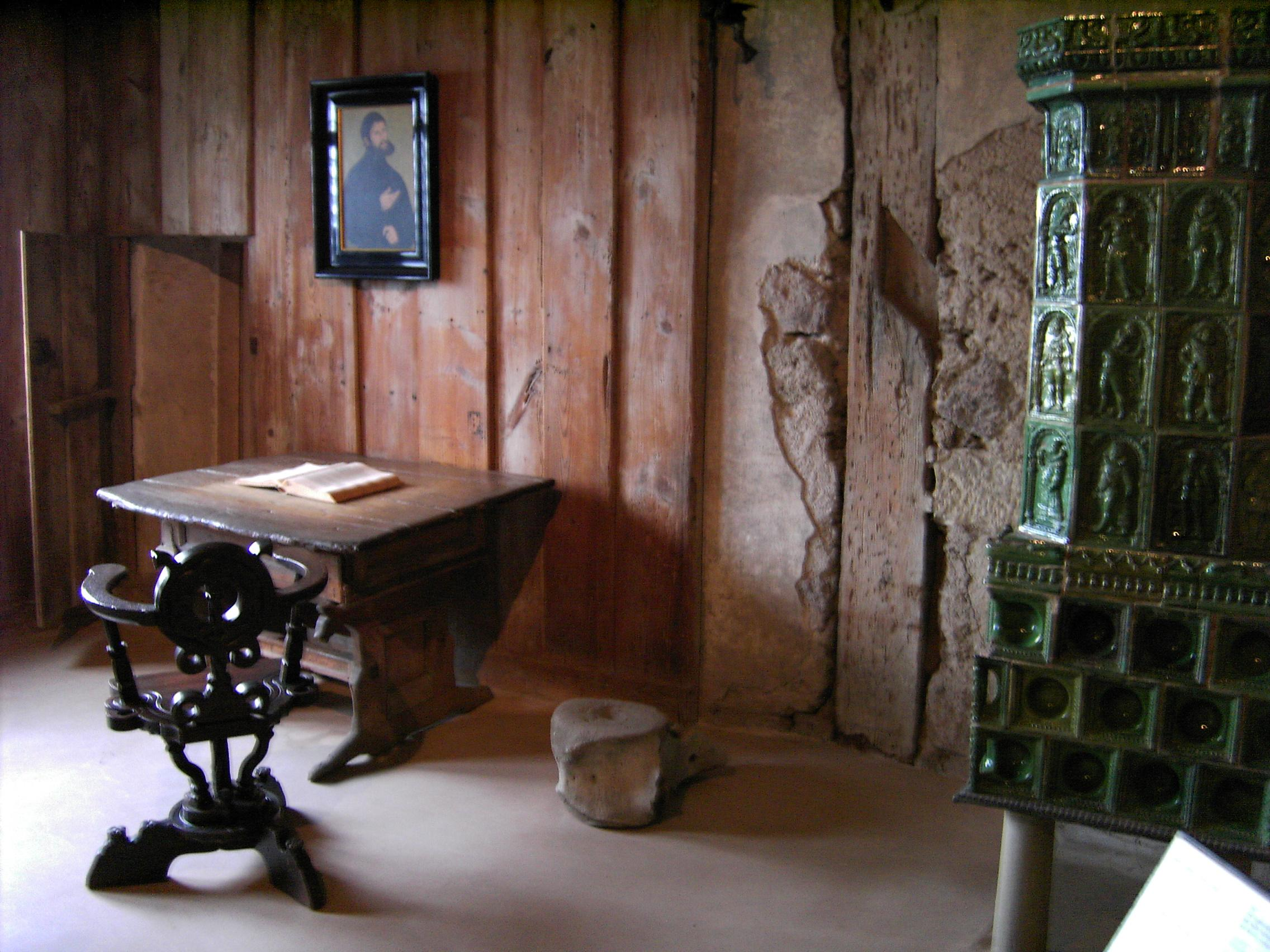
Luthers verblijf
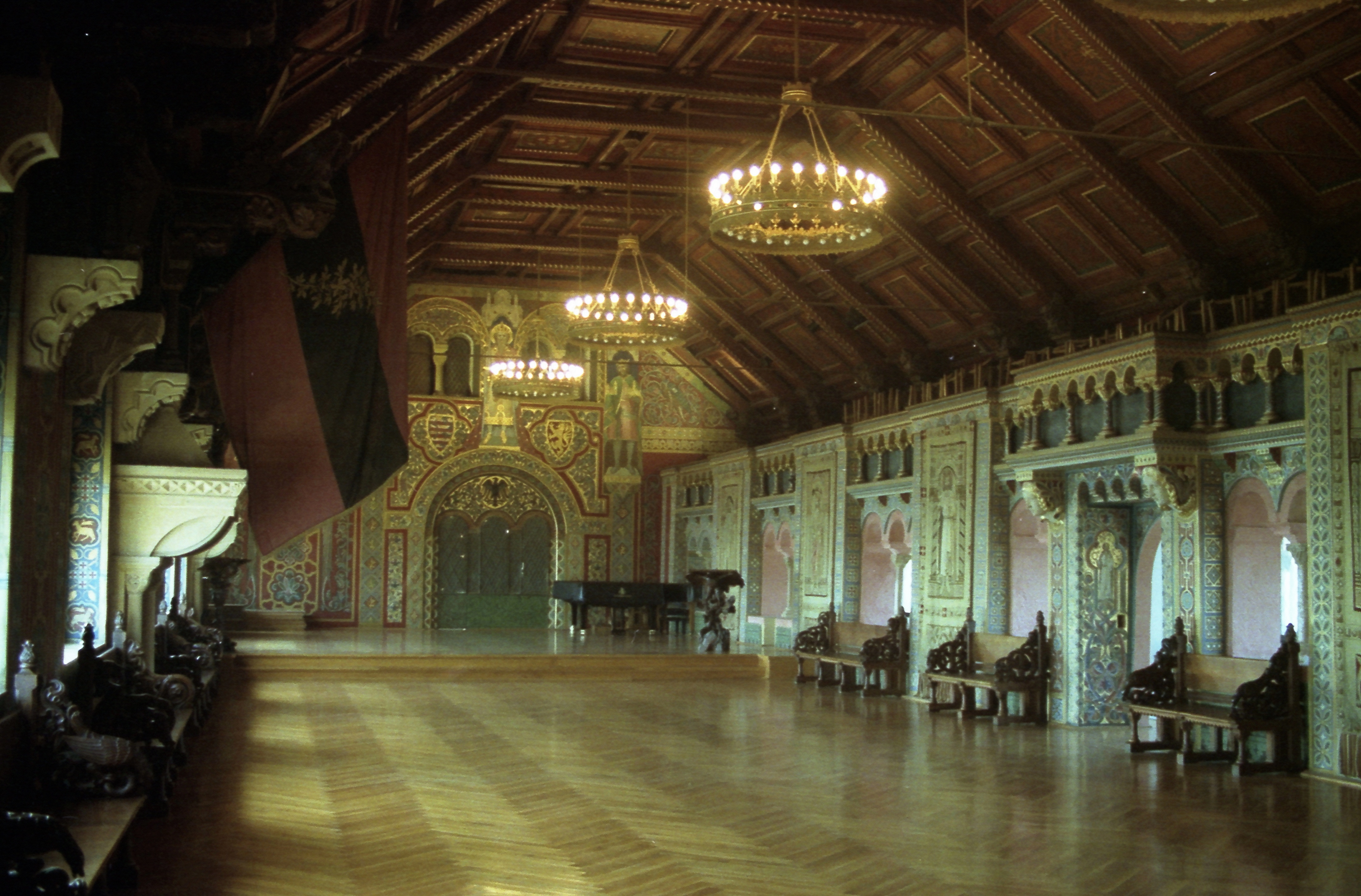
Sängersaal (19e eeuw)
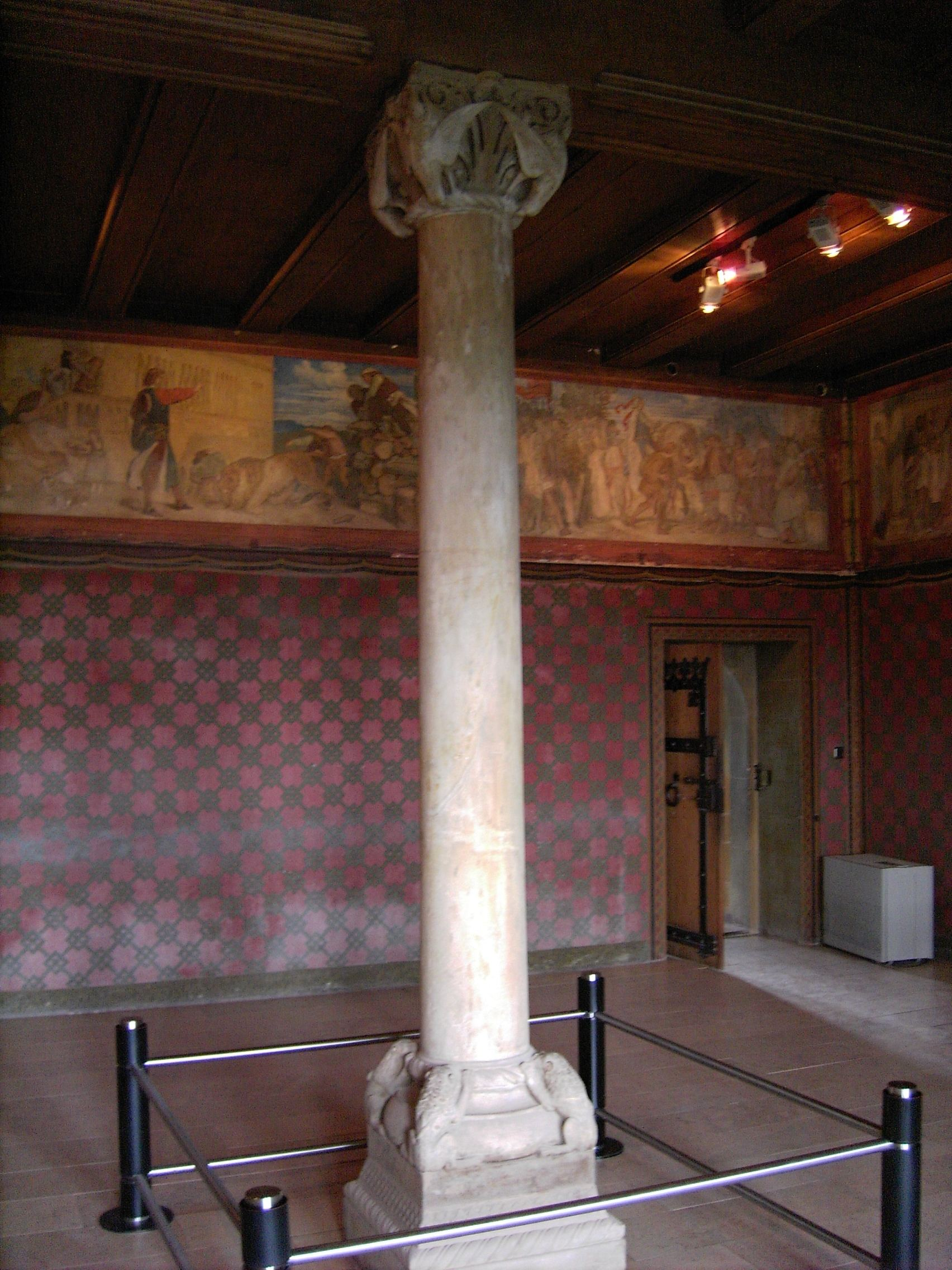
Detail Landgrafenzimmer
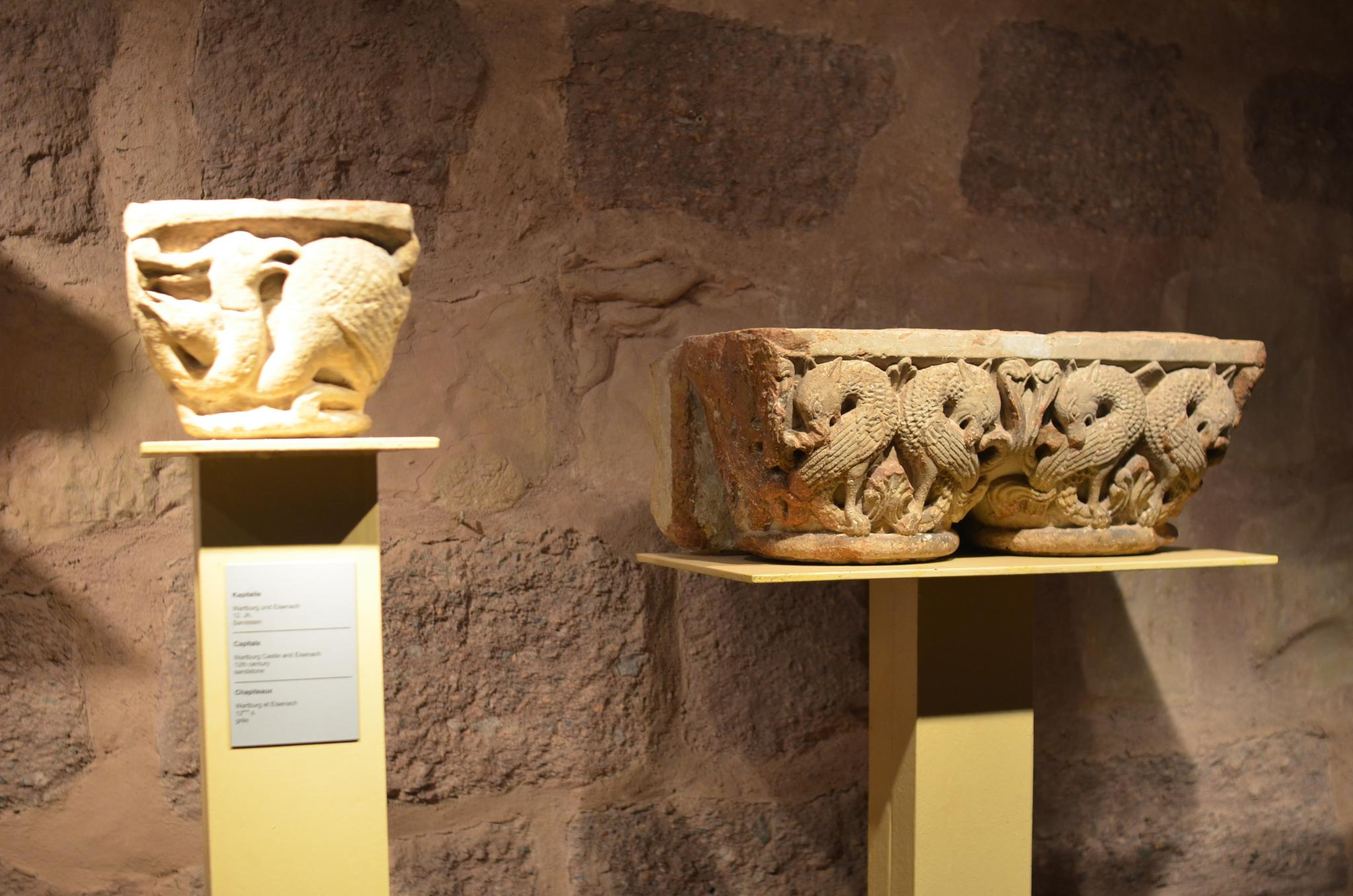
Romaanse kapitelen
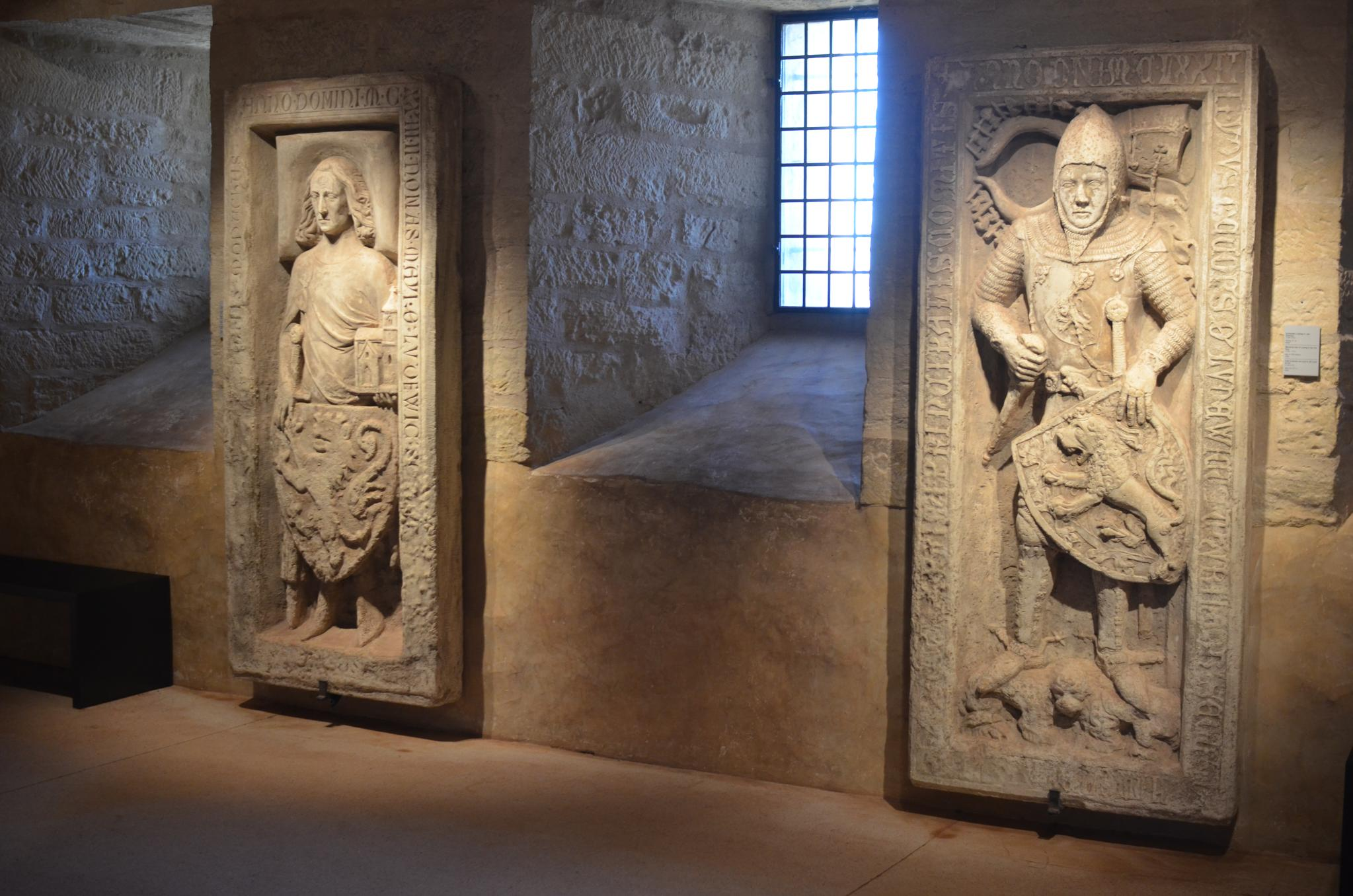
Middeleeuwse grafstenen
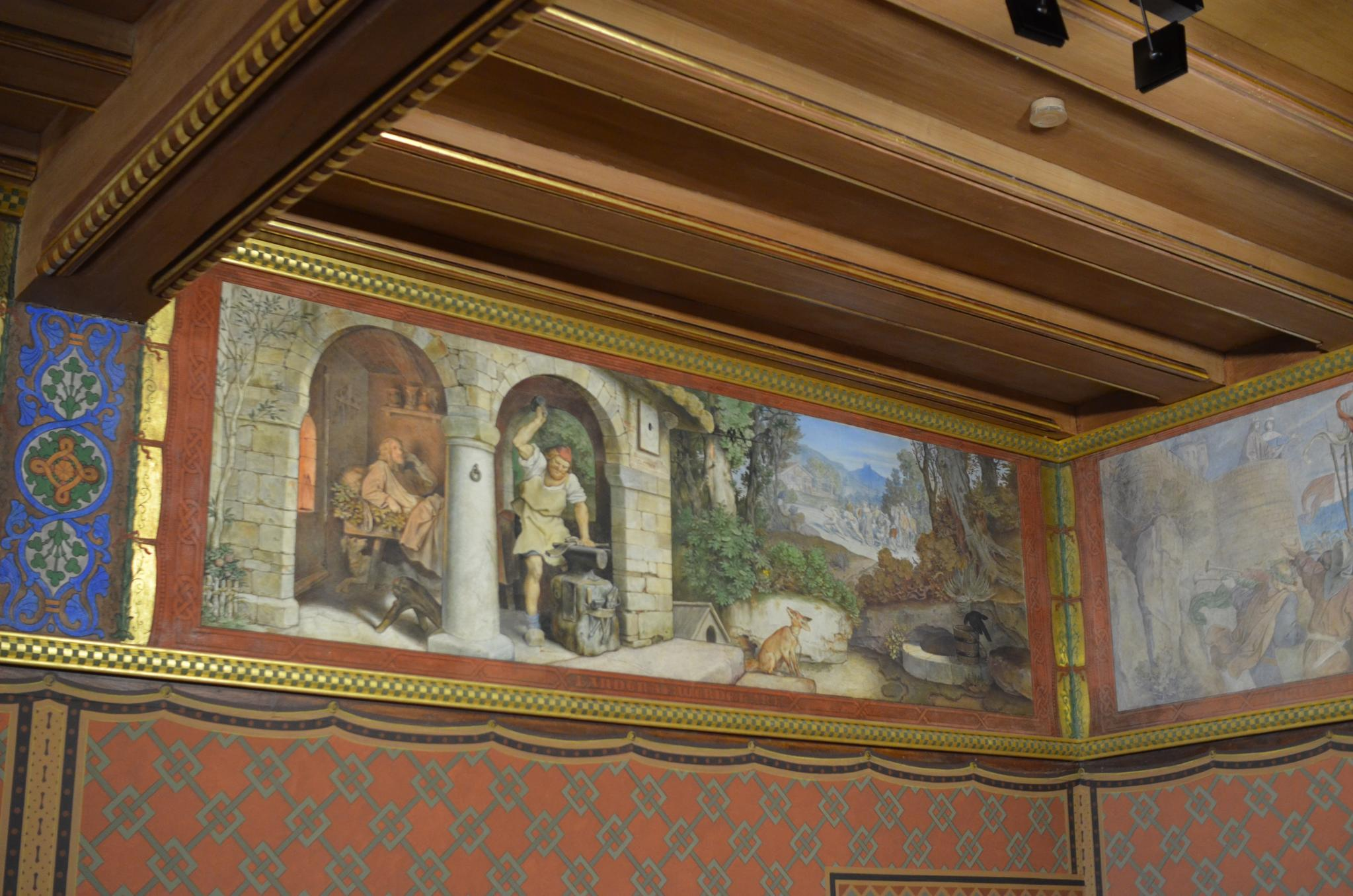
Neogotische schildering
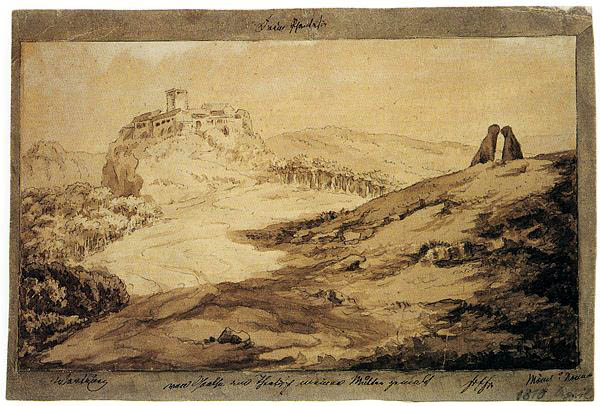
Tekening van Goethe
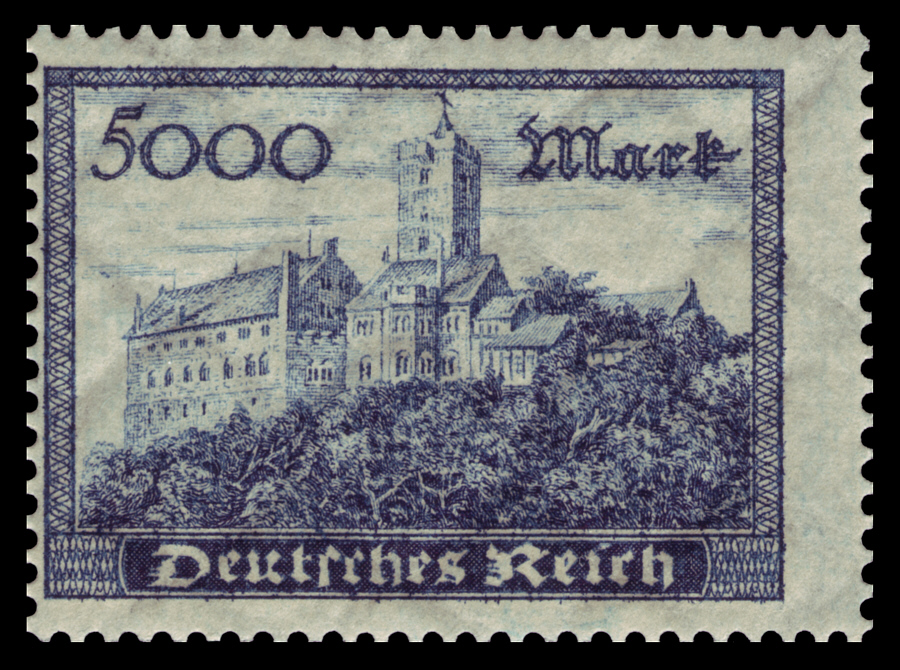
Reichspost (1923)
Munt 100 Euro (2011)

## Trivia
- Wartburg is tevens een automerk uit de Duitse Democratische Republiek. Wartburgs werden van 1956 tot 1991 in Eisenach geproduceerd. De fabriek werd deels overgenomen door Opel.